# Tナビ
Tナビ（ティーナビ、T navi）は、かつてパナソニック（旧：松下電器産業）が提供していたテレビ向けのインターネットサービス。2007年1月31日12時をもって「TVホーム」と統合。「アクトビラ」へと移行した。

## 概要
「VIERA」をブロードバンド経由でインターネット接続し、リモコンで操作する方式。大きな文字などテレビでも見やすいようなインタフェースを採用し、食事を宅配で注文したり、ニュースや天気、交通情報を見たり、ゲームで遊んだりなどの家族団欒の場所ならではの多彩なサービスを提供していた。PC向けHTMLサイトも一部を除き観覧可能だが、PCからTナビのコンテンツを閲覧することは出来ない。
2006年7月7日に、パナソニックを含めたテレビメーカー各社が共同で「テレビポータルサービス株式会社」（2007年9月1日に「株式会社アクトビラ」に社名変更）を設立し、2007年1月31日の12時をもってSo-netが提供していた「TVホーム」と統合し、Tナビをベースに運営各社が共通化した「アクトビラ」（acTVila）を翌2月1日に開始した。